# Incorruptibilitat cadavèrica

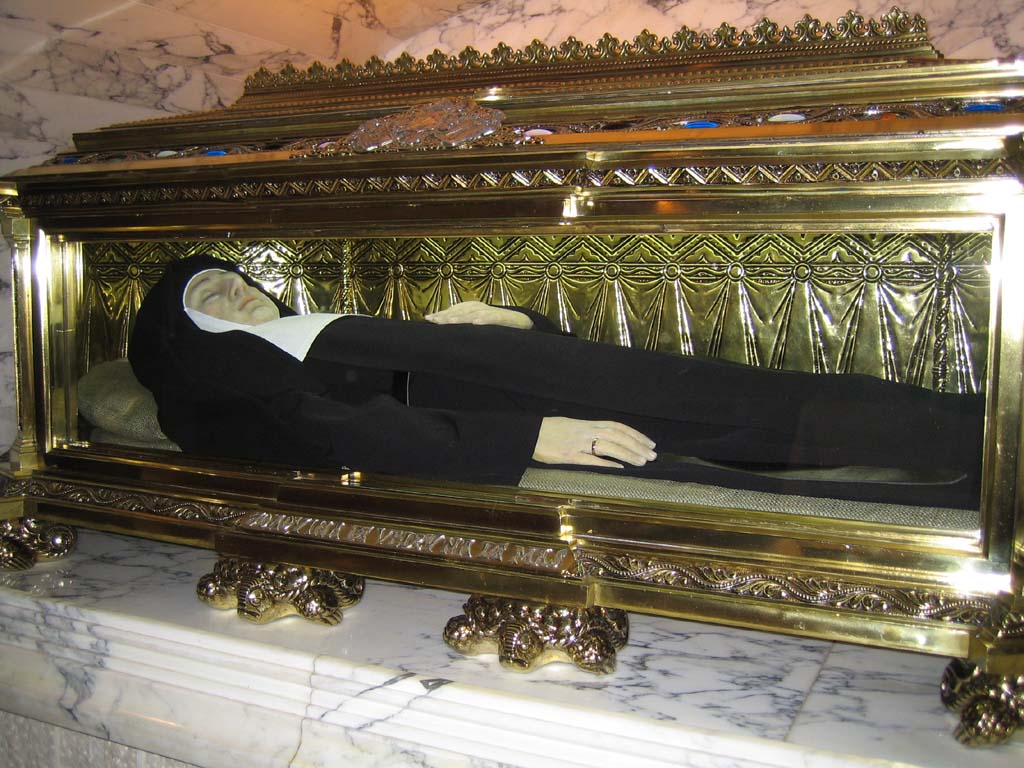
Les relíquies de santa Joaquima de Vedruna a l'Oratori del Mas Escorial de Vic.

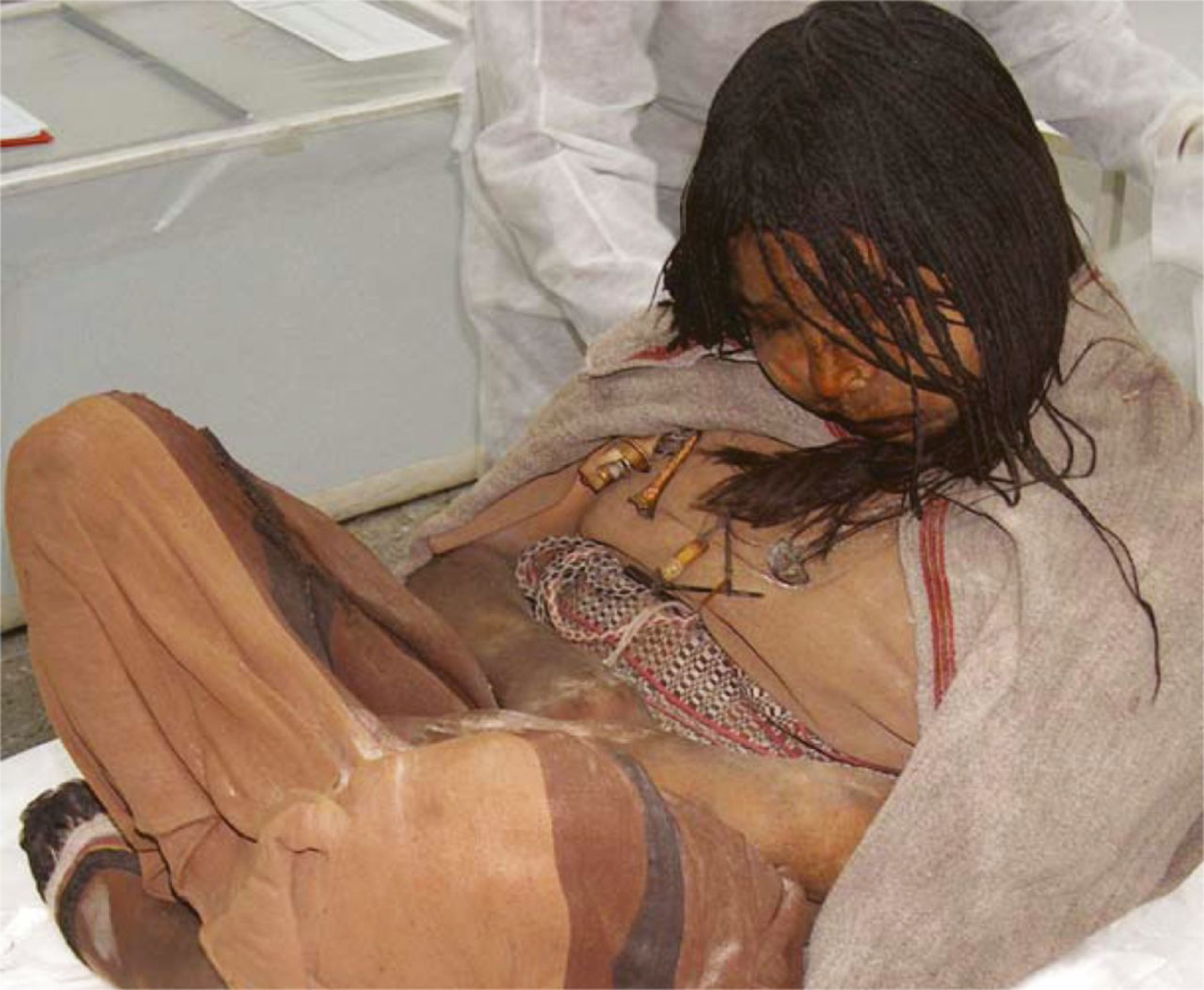
Una de les mòmies incaiques de Llullaillaco (Salta, Argentina).

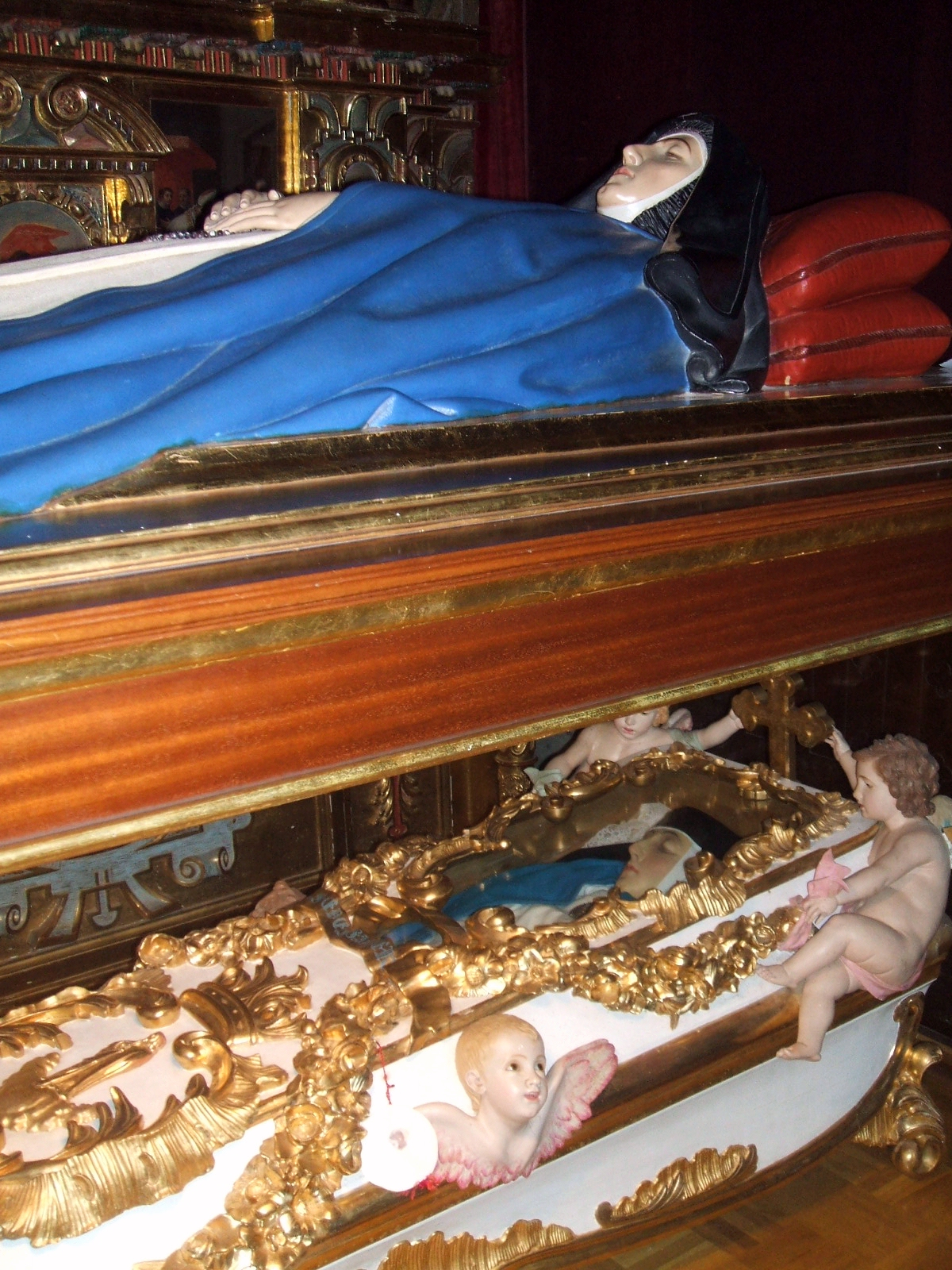
Estàtua de cos ajagut (a dalt) i cos incorrupte (sota) de l'abadessa sor María de Jesús de Ágreda, a l'església del convent de les Concepcionistas de Ágreda.

Amb l'arribada de la mort hi ha una aturada de les funcions vitals i durant les primeres hores es produeix el refredament, la rigidesa, la lividesa i l'inici de la putrefacció del cos. Finalment esdevé la descomposició del cadàver amb la liqüefacció de les vísceres, la destrucció per diferents microorganismes i insectes necròfags i l’esqueletització. Però en determinades circumstàncies aquest curs normal pot patir algunes modificacions per causes naturals (momificació, adipocera, corificació) o artificials (embalsamament o momificació).
La incorruptibilitat és, doncs, la propietat d'unes despulles mortals de no descompondre's després de la mort.
Algunes religions, com la catòlica, ho atribueixen a la intervenció divina. Amb tot, a voltes, té una explicació ben plausible: el de 1865, a Guanajuato, Mèxic, es van trobar els cossos naturalment momificats seus antics pobladors. En aquest cas, es va poder determinar que les condicions altament salines de la terra que els envoltava van contribuir a la seva momificació i conservació.

## Causes

### Momificació natural

#### Aïllament d'oxigen
L'aïllament de l'oxigen del cos és un factor fonamental per a la conservació dels òrgans.
La momificació natural és un fenomen de dessecació de les restes mortals per evaporació de l'aigua dels teixits, fet que fa impossible el desenvolupament dels gèrmens i anul·la el procés de la putrefacció. El resultat és que la forma exterior del cos es conserva força bé, fins al punt de poder reconèixer les faccions del difunt.
Segons l'antropòleg forense José Manuel Reverte Coma, els cadàvers que apareixen conservats no tenen cap mística o màgia: "Aquest fenomen es dona en llocs com les criptes d'alguns monestirs on la sequedat de l'ambient i l'absència d'insectes, aparellat, potser, al fet que el cos estava exempt de greix i a l'existència d'un mitjà intern adequat per a destruir els bacteris responsables de la putrefacció, permet que el cos es dessequi en forma natural conservant-se incorrupte per temps indefinit".

#### Petrificació
La petrificació és la transformació de les despulles mortals en material petri a causa de la infiltració, bàsicament, de carbonat càlcic. Un clar exemple de l'anterior és el cas de les mòmies de Guanajuato, però també hi ha troballes excepcionals com el descobriment recent dins de roques de 50 milions d’anys a l’Antàrtida d'esperma de cuc fossilitzada.

#### Adipocera
Segons el Termcat l'adipocera és una substància tova i untuosa en què es converteixen el greix i el teixit muscular dels cossos morts, per efecte de l'aigua o de la humitat. Així doncs, el cadàver queda en un ambient d'humitat relativa, però estèril, on la putrefacció es deté i dona pas a la momificació natural, ja sigui en una torba com és en el cas de la Mòmia del pantà, primer es produeix una saponificació (és a dir, transformació dels teixits en sabons degut al greix) i després una fase plàstica on les parts toves es transformen en alguna cosa semblant a la plastilina.

#### Corificació
Procés natural de conservació dels cadàvers que es dona en els que són introduïts en taüts de zinc o plom tancats hermèticament per soldadura. La putrefacció s'atura per manca d'oxigen. En aquest ambient és impossible el desenvolupament de certs bacteris de la putrefacció i els teixits orgànics queden conservats amb un aspecte semblant al cuir. Per tant, la putrefacció del cos es deté per manca d'oxigen i la pell del cadàver assumeix un color grisenc i adquireix la consistència típica del cuir adobat. A més, el teixit cel·lular subcutani, la musculatura i les vísceres, especialment les abdominals, es redueixen sensiblement de volum i donen al cadàver un aspecte desnerit.
Aquest fenomen de la corificació es presenta entre la fi del primer any i del segon, tot i que encara també s'ha pogut veure en casos d'uns pocs mesos.
En resum, és un embalsamament natural que només es produeix en un ambient hermètic. És una barreja entre momificació i saponificació i alguns autors consideren que és un pas previ o incomplet al fenomen de la saponificació. Aquest fenomen es diferencia de la momificació perquè és més tou i flexible.

#### Conservació per deshidratació
En la majoria dels casos, els enzims necessiten un ambient aquós per treballar, però si la temperatura és massa alta, el cos es deshidrata abans que puguin entrar en acció els enzims i això produeix la momificació.

#### Crioprotecció
També pot passar que si hi ha una baixa temperatura ambiental el cos es preservi amb poques variacions importants ja que un fred intens i prolongat pot propiciar una conservació del cadàver pràcticament indefinida. El refredament continuat a -40 °C permet la conservació gairebé indefinida de productes d'origen animal i vegetal. D'altra banda, la ràpida congelació en nitrogen líquid a -196 °C, permet la conservació en condicions vitals de material biològic, per a la seva posterior ocupació en trasplantaments o recerca.
Aquest fenomen permet una perfecta conservació del cadàver i, per tant, la seva identificació, però si es produeix una descongelació de les restes mortals cal passar ràpidament a fer-ne l'autòpsia. Un exemple prou conegut d'aquesta situació és la troballa d'Ötzi.

### Conservació artificial
La momificació i conservació d'un cos es pot produir per acció humana com en el cas més conegut de l'antic Egipte.

## Cossos incorruptes en les religions

### Budisme
Existeixen cadàvers incorruptes en el budisme. A diferència dels catòlics, els budistes incineren els cadàvers poc temps després de la seva mort en concordança amb els seus ritus i tradició. Amb tot no pot parlar-se pròpiament d'incorruptibilitat cadavèrica, sinó més aviat de momificació ja que hi han intervingut tècniques de preservació.

### Catolicisme

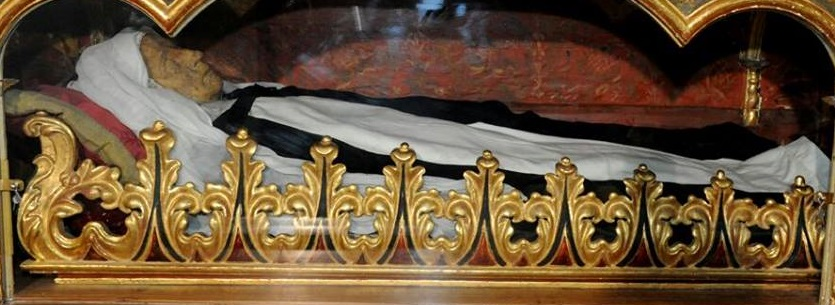
Cos incorrupte de sor María de Jesús de León y Delgado, al convent de Santa Catalina de Siena San Cristóbal de la Laguna, Tenerife).
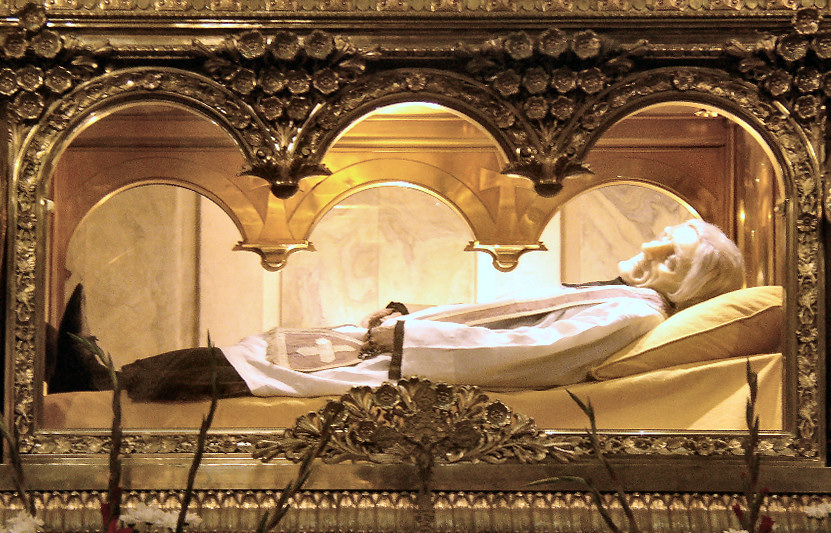
Cos incorrupte de sant Joan Maria Vianney a la basílica d'Ars, França.
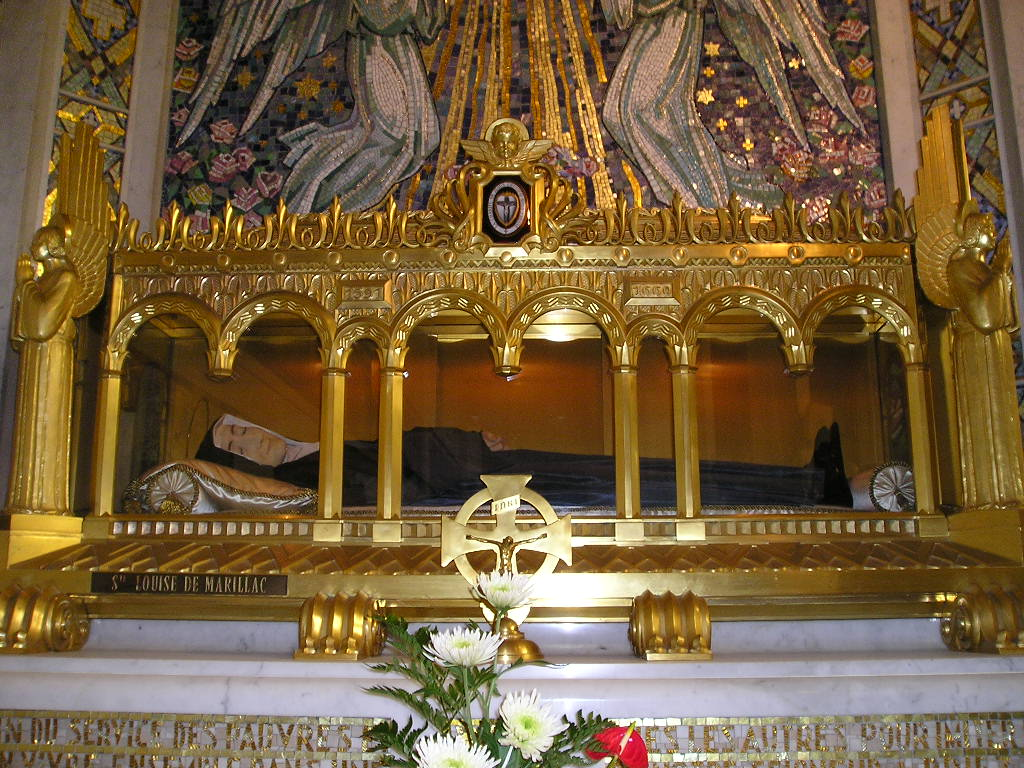
Urna amb el cos incorrupte de santa Louise de Marillac al carrer du Bac de París amb tractament de cera.
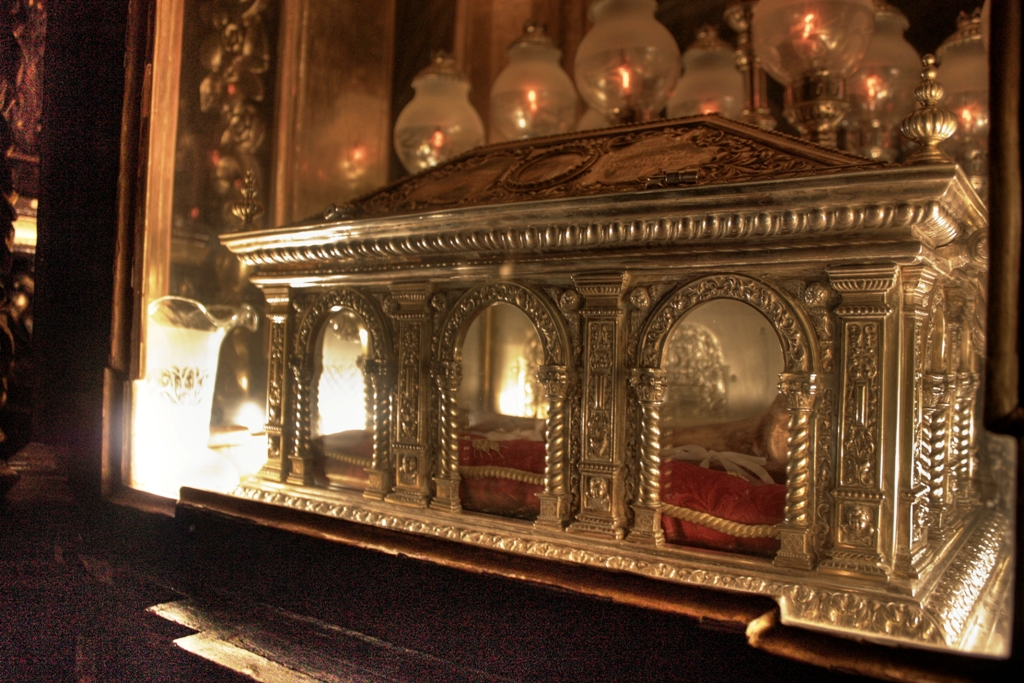
Relicari de sant Joan de la Creu a Úbeda. El seu cos roman incorrupte i perfectament flexible.

"Els cossos dels sants màrtirs i altres que viuen ara amb Crist, cossos que eren els seus membres i temples de l'Esperit Sant, que un dia s'aixecaran per Ell i seran glorificats en la vida eterna, poden ser venerats pels creients. Déu dona molts beneficis als homes a través dels cossos." (Concili de Trento).

#### Cossos incorruptes de sants
L'Església catòlica ha considerat tradicionalment la incorruptibilitat cadavèrica de sants i beats com un signe miraculós de la seva santedat des de l'edat mitjana. Per aquesta raó són molts els cadàvers anomenats incorruptes que es veneren en santuaris catòlics. El papa Benet XIV, a l'obra "Cadaverum Incorruptione", va dedicar dos capítols a la veneració de les relíquies dels sants.
En la religió catòlica la idea d'un cadàver incorrupte es correspon a l'imaginari que les restes mortals es mantenen més o menys tal com eren en el moment de la mort. Els cadàvers que s'exposen públicament solen estar recoberts de capes de cera per evitar la contínua deterioració del cadàver propiciat per l'exposició i també s'exposen en estat natural i, llavors, és pot apreciar la deterioració. Un exemple és el cos incorrupte és el sepulcre de Sant Oleguer a la catedral de Barcelona. Hi ha exemples de cadàvers incorruptes on algunes parts del cos han perdurat. Els més coneguts són el cas de sant Antoni de Pàdua del qual roman incorrupta la llengua, o bé santa Catalina de Siena que conserva el cap.

#### Històries de sants incorruptes
La figura dels sants incorruptes són populars i els seus cossos i relíquies (com parts disseccionades dels cossos o roba del difunt) són venerades al món. A Girona és conegut el cas de Sant Narcís.
Dins de l’imaginari col·lectiu és tracta d'un cos totalment intacte. No obstant això, la majoria dels cossos incorruptibles, si són desenterrats, han de passar per processos de conservació amb la fita d'aturar la descomposició que s'inicia un cop els treuen de les seves tombes.